# Olga (Floride)
Pour les articles homonymes, voir Olga.
Olga est une census-designated place du comté de Lee, dans l'État de Floride, aux États-Unis,. En 2020, elle compte une population de 2 270 habitants.